# South (album)
South è il quarto album in studio della cantautrice e poetessa bermudiana Heather Nova, pubblicato nel 2001. Ci sono due versioni di questo album: l'edizione originale dell'11 dicembre 2001 e l'edizione americana, uscita il 21 maggio 2002. La versione statunitense contiene una traccia extra, "Welcome", che appare anche nell'album del 2005, "Redbird". Il brano "Virus of the Mind" è uscito come singolo negli Stati Uniti.
L'album è stato registrato a Londra, a New York, in Svezia e a Los Angeles.
Per questo album, Nova ha anche registrato una cover in stile contemporaneo di "Gloomy Sunday", uno standard jazz originariamente reso popolare da Billie Holiday.
In retrospettiva, Nova ha dichiarato di aver trovato l'album troppo raffinato e non del tutto di suo gradimento. Ha dichiarato inoltre che il suo prossimo album, "Storm", sarebbe stato scarno e sarebbe stato l'album che ha sempre voluto fare."

## Tracce

### Edizione europea
Testi e musiche di Heather Nova (tranne dove diversamente indicato).
1. If I Saw You In A Movie – 4:06
2. Talk To Me – 4:05
3. Virus Of The Mind – 4:13
4. Like Lovers Do – 4:11
5. Waste The Day – 3:34
6. Heaven Sent – 4:14
7. It's Only Love – 4:34
8. I'm No Angel – 3:58 (Bernard Butler, Nova)
9. Help Me Be Good To You – 3:53
10. When Somebody Turns You On – 3:46
11. Gloomy Sunday – 4:09 (Holman, Javor, Seress)
12. Tested – 3:26
13. Just Been Born – 4:30

Traccia bonus dell'edizione giapponese 
1. Man In The Ocean – 4:40

### Edizione USA
Testi e musiche di Heather Nova (tranne dove diversamente indicato).
1. Welcome – 4:19 (Armstrong, Campbell, Nova)
2. If I Saw You in a Movie – 4:04
3. Talk to Me – 4:05
4. Heaven Sent – 4:14
5. Help Me Be Good to You – 3:51
6. Like Lovers Do – 4:05
7. Virus of the Mind – 4:13
8. It's Only Love – 4:34
9. When Somebody Turns You On – 3:43
10. Waste the Day – 3:31
11. I'm No Angel – 3:49 (Bernard Butler, Nova)
12. Tested – 3:26
13. Gloomy Sunday – 4:09 (Holman, Javor, Seress)
14. Just Been Born – 4:30

## Formazione
- Heather Nova – voce, theremin, glockenspiel, chitarra acustica
- Bryan Adams – chitarra,  cori
- Felix Tod – programmazione
- Paul Pimsler – chitarra
- Hugh Elliott – batteria
- Eve Nelson – tastiere, programmazione della batteria
- Davey Farragher – basso
- Mark Goldenberg – chitarra
- Jerker Odelholm – basso
- Corky James – chitarra
- Andreas Dahlback – batteria, tamburello
- Carol Steele – percussioni
- Simon Nordberg – programmazione
- Peter Kvint – chitarra acustica, cori, chitarra elettrica
- Art Hodge – programmazione
- Mike Stanzilis – basso
- Glenn Scott – pianoforte, organo Hammond
- Berit Fridahl – chitarra
- Bernard Butler – chitarra, piano elettrico
- Steve Hansen – programmazione
- Laurie Jenkins – batteria, percussioni
- David Ayers – chitarra elettrica, slide guitar
- Bastian Juel – basso, pianoforte